# Plagiognathus salicicola
Plagiognathus salicicola är en insektsart som beskrevs av Knight 1929. Plagiognathus salicicola ingår i släktet Plagiognathus och familjen ängsskinnbaggar. Inga underarter finns listade i Catalogue of Life.